# Socialisme révolutionnaire
 (septembre 2024).
Améliorez-le ou discutez des points à vérifier. 
Le terme de socialisme révolutionnaire désigne un courant radical du socialisme qui se réclame de la révolution. La vision révolutionnaire du socialisme est souvent associé au marxisme et revendiqué par des branches du marxisme tels le léninisme, le trotskisme ou le luxemburgisme. Les courants blanquistes et anarchiste, quoique ne se réclamant pas des idées de Marx, considérait aussi que l’instauration du socialisme devait passer par la révolution. 
Il s’oppose au socialisme réformiste qui ne vise qu’à réformer les institutions déjà en place sans passer par la révolution. 

## Définitions
Le socialisme révolutionnaire vise une révolution qui renverserait le système capitaliste. Pour Karl Marx et Friedrich Engels, c’est la classe prolétarienne qui doit faire la révolution. Le socialisme révolutionnaire vise aussi une révolution permanente. 

## Courants

### Tendance anarchiste
L’ anarchisme, philosophie politique antiautoritaire, prône la révolution sans laquelle, selon Bakounine,  l'« organisation spontanée du travail et de la propriété collective des associations productrices librement organisées et fédéralisées dans les communes » ne pourrait être possible.

### Tendance blanquiste
Le blanquisme est né de la pensée d’Auguste Blanqui, révolutionnaire socialiste français du XIXe siècle. Blanqui affirmait que la révolution était essentielle pour instaurer le nouveau système socialiste.

### Tendance luxemburgiste
Les luxemburgistes; adepte de la pensée de Rosa Luxemburg, pensent que la révolution spontanée amènera à une alliance entre le socialisme et la démocratie. 

### Tendance léniniste
Le léninisme, idéologie se réclamant de Lénine, considère le parti politique comme l’élément indispensable à la révolution. Pour Lénine, la révolution doit se dérouler par l’action d’une minorité révolutionnaire et amènera le socialisme.

#### Tendance trotskiste
Pour Trotski, c’est un parti révolutionnaire qui doit apporter le socialisme au niveau mondial grâce à la révolution permanente. Il réfute une révolution « bourgeoise » qui ne pourrait que passer du féodalisme au capitalisme et non au socialisme. En 1905, dans son livre Bilan et Perspectives, Trotski ajoute que seul le prolétariat peut mener une révolution socialiste. 

#### Tendance guévariste
Inspiré des idées de Che Guevara, le guévarisme considère que seule une révolution peut libérer le peuple du libéralisme et de l’impérialisme américain,et amener au socialisme. Pour le Che, la révolution est mondiale et la solidarité est la valeur principale pour un monde socialiste